# Fiumicino
Fiumicino ist eine italienische Gemeinde mit 82.481 Einwohnern (Stand 31. Dezember 2023) in der Metropolitanstadt Rom in der Region Latium.
Fiumicino ist durch den auf dem Gemeindegebiet gelegenen internationalen Flughafen Rom-Fiumicino Leonardo da Vinci bekannt.

## Geografie

Lage von Fiumicino in der Provinz Rom

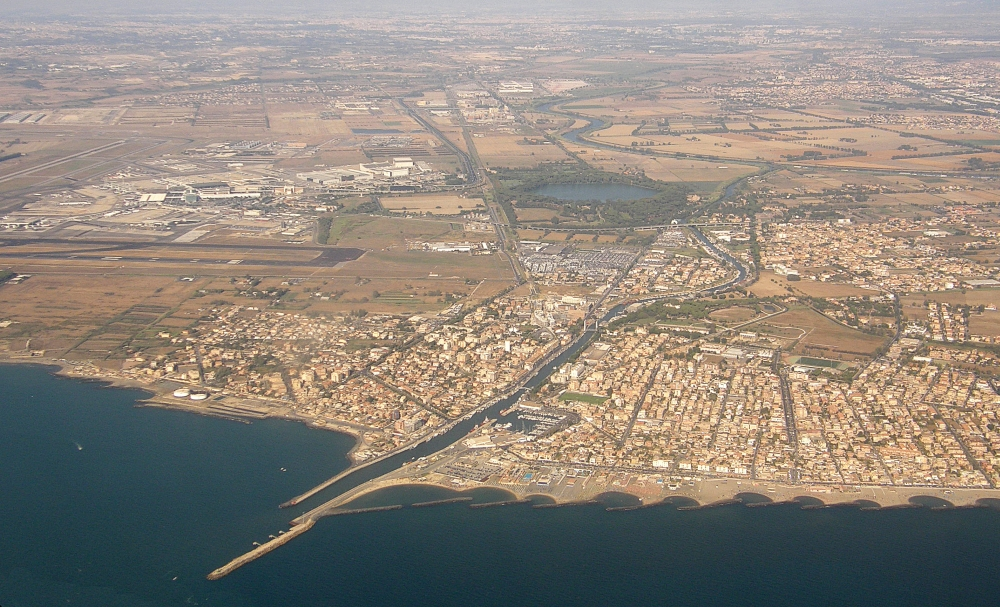
Rechts vom Canale di Fiumicino die Isola Sacra, links Fiumicino paese, im Hintergrund der Flughafen und der Portus Romae

Fiumicino liegt 28 km südwestlich von Rom an der Küste des Tyrrhenischen Meeres. Das Gemeindegebiet umfasst das Delta des Tiber, die sich nördlich anschließende Küstenebene und reicht bis in das Hügelland südlich des Braccianosees. Der eigentliche Ort Fiumicino liegt nördlich der Mündung des Kanals von Fiumicino und hat immer noch die Atmosphäre eines Fischerdorfs. Während vor allem die Isola Sacra, zwischen dem Kanal und dem Mündungsarm des Tiber, und die Umgebung des Flughafens in den letzten Jahrzehnten stark zersiedelt wurden, ist das nördliche Gemeindegebiet mit dem Naturpark Litorale Romano weitgehend naturbelassen. Kerngebiet ist das 280 ha große WWF-Schutzgebiet Macchiagrande, das für zahlreiche Amphibien, Reptilien und Vögel einen Lebensraum bietet. Fregene und Passoscuro sind beliebte Badeorte für die Bevölkerung des Großraums Rom. Vor allem Fregene ist mit seinen zahlreichen Diskotheken auch für sein Nachtleben berühmt.
Am 24. August 2013 wurde auf einem Kreisverkehr zwischen Fiumicino und dem Flughafen Fiumicino ein neuer Schlammvulkan geboren. Aus zwei Schloten traten Schlamm und Gase, hauptsächlich Kohlenstoffdioxid, aus. Ein weiterer, deutlich größerer Schlammvulkan entstand Ende September ca. 100 Meter von der Küste entfernt. Der Schlammvulkan am Kreisverkehr, dessen Krater einen Durchmesser von mehr als drei Metern erreichte, wurde aber inzwischen von einer Spezialfirma wieder zugeschüttet, die Gefahr erneuter Schlammausbrüche besteht jedoch im ganzen Tiberdelta weiterhin.
Zur Gemeinde gehören die Stadtteile mit den Postleitzahlen:
- 00050 Flughafen Rom-Fiumicino, Aranova, Fregene, Palidoro, Passoscuro, Testa di Lepre und Torrimpietra
- 00054 Fiumicino, Focene und Isola Sacra
- 00057 Maccarese und Pantano di Grano

Die Gemeinde liegt in der Erdbebenzone 3 (wenig gefährdet).

### Verkehr
Die Autobahn A91 verbindet Fiumicino mit Rom. Von ihr zweigt im Stadtgebiet die A12 Autostrada Azzurra nach Civitavecchia ab.
Der Flughafen Fiumicino ist mit der Regionalbahn FL1 (ehemals FR1) über Rom-Tiburtina nach Orte und den Leonardo Express zum Bahnhof Roma Termini gut erschlossen. An der Strecke liegt auch die Station Parco Leonardo. Die Zweigstrecke nach Fiumicino-Stadt wurde allerdings im Jahr 2000 stillgelegt.
An der Bahnstrecke Pisa–Rom liegen die Bahnhöfe Maccarese-Fregene und Torre in Pietra-Palidoro.

## Geschichte
42 n. Chr. gründete Kaiser Claudius nordwestlich von Ostia einen neuen Hafen, Portus Romae, der ab 103 n. Chr. durch Trajan mit einem sechseckigen Hafenbecken (heute noch südlich des Flughafens sichtbar) erweitert wurde. Die Hafensiedlung Portus überflügelte bald Ostia, bei der Erhebung zur Colonia durch Konstantin den Großen hatte sie vermutlich 30.000–40.000 Einwohner. Etwa in dieser Zeit wurde Portus auch zum Bischofssitz. Das Bistum besteht bis heute unter dem Namen Porto-Santa-Rufina. Mit der Völkerwanderungszeit begann der Niedergang von Portus, wobei der Hafen bis ins Mittelalter der wichtigste Hafen Roms blieb, bis er in der Bedeutung von Civitavecchia abgelöst wurde.
Der Hafen des Trajan war mit dem Tiber über einen Kanal namens Flumen Micinum verbunden. Vom Namen dieses Kanals leitet sich der moderne Ortsnamen Fiumicino ab, das 1825 als Gemeinde neu gegründet wurde. Fiumicino wurde im 20. Jahrhundert nach Rom eingemeindet, ist jedoch seit 1992 wieder eine selbständige Stadt, die mit über 78.000 Einwohnern heute die drittgrößte Stadt der Provinz Rom ist.
In dem im Gemeindegebiet der Stadt Rom gelegenen Ort errichtete im Jahr 1941 das faschistische Regime ein Internierungslager (campo di concentramento), das als Arbeitskolonie diente. Es befand sich auf einem Landgut in Castel di Guido in unmittelbarer Nähe von Fiumicino und Maccarese. Die vorwiegend aus politischen Gründen internierten Männer wurden als billige Arbeitskräfte zu landwirtschaftlichen Tätigkeiten herangezogen. Widerstand wurde mit Gefängnishaft bestraft. Das Lager wurde im Herbst 1943 aufgelöst.

## Bevölkerung

### Bevölkerungsentwicklung
| Jahr      | 1993   | 2001   | 2011   | 2023   |
| --------- | ------ | ------ | ------ | ------ |
| Einwohner | 42.444 | 49.795 | 67.626 | 82.481 |

Quelle: ISTAT

### Ethnien und Einwanderung
Am 31. Dezember 2015 lebten in Fiumicino 9.535 Menschen mit ausländischer Herkunft. Die meisten stammen aus folgenden Ländern:
1. Rumänien – 4720
2. China – 561
3. Indien – 539
4. Bangladesch – 427
5. Polen – 395

43 Personen hatten eine deutsche Herkunft.

## Politik
Esterino Montino wurde am 26. Mai 2013 zum Bürgermeister gewählt und am 11. Juni 2018 wiedergewählt.

### Partnerstädte
- Luqa, Malta[8]
- Mar del Plata, Argentinien[9]
- Riga, Lettland[8]
- Sevilla, Spanien[8]

### Wappen
Blauer Schild mit zwei grünen Streifen im unteren Viertel, darauf ein roter Turm mit rundem Fenster, darauf ein schwarzer Anker mit vier goldenen Ähren. Der Turm soll an die vielen Wachtürme an der Küste erinnern. Die blauen und grünen Streifen symbolisieren das Meer, das Land und den Fluss. Anker und Ähren stehen für die historischen Pfeiler der Wirtschaft, Seefahrt und Ackerbau.

## Sehenswürdigkeiten
- Im Museo delle Navi (Museum der Schiffe) neben dem Flughafen sind fünf antike Schiffe zu besichtigen, die bei den Bauarbeiten zum Flughafen gefunden wurden.[11]
- Südlich davon erstreckt sich rund um das Hafenbecken des Trajan (Lago di Traiano) ein archäologisches Gebiet mit zahlreichen Resten der Hafengebäude und dem mittelalterlichen Castello di Porto.[12]
- Im Ostteil der Isola Sacra (die Via dell’Aeroporto markiert in etwa den antiken Küstenverlauf) sind eine römische Nekropole und die Ruinen der ehemaligen Bischofskirche Sant’Ippolito erhalten.[13]
- Die Kirche Santi Ippolito e Lucia an der Via Portuense ist Konkathedrale des Bistums Porto-Santa Rufina. Die Kirche wurde als Bischofskirche in Portus Romae im 4. oder 5. Jahrhundert gegründet. Der heutige Bau stammt aus dem 16. Jahrhundert.
- Casa Sperimentale, Wohnhaus des Brutalismus

## Wirtschaft

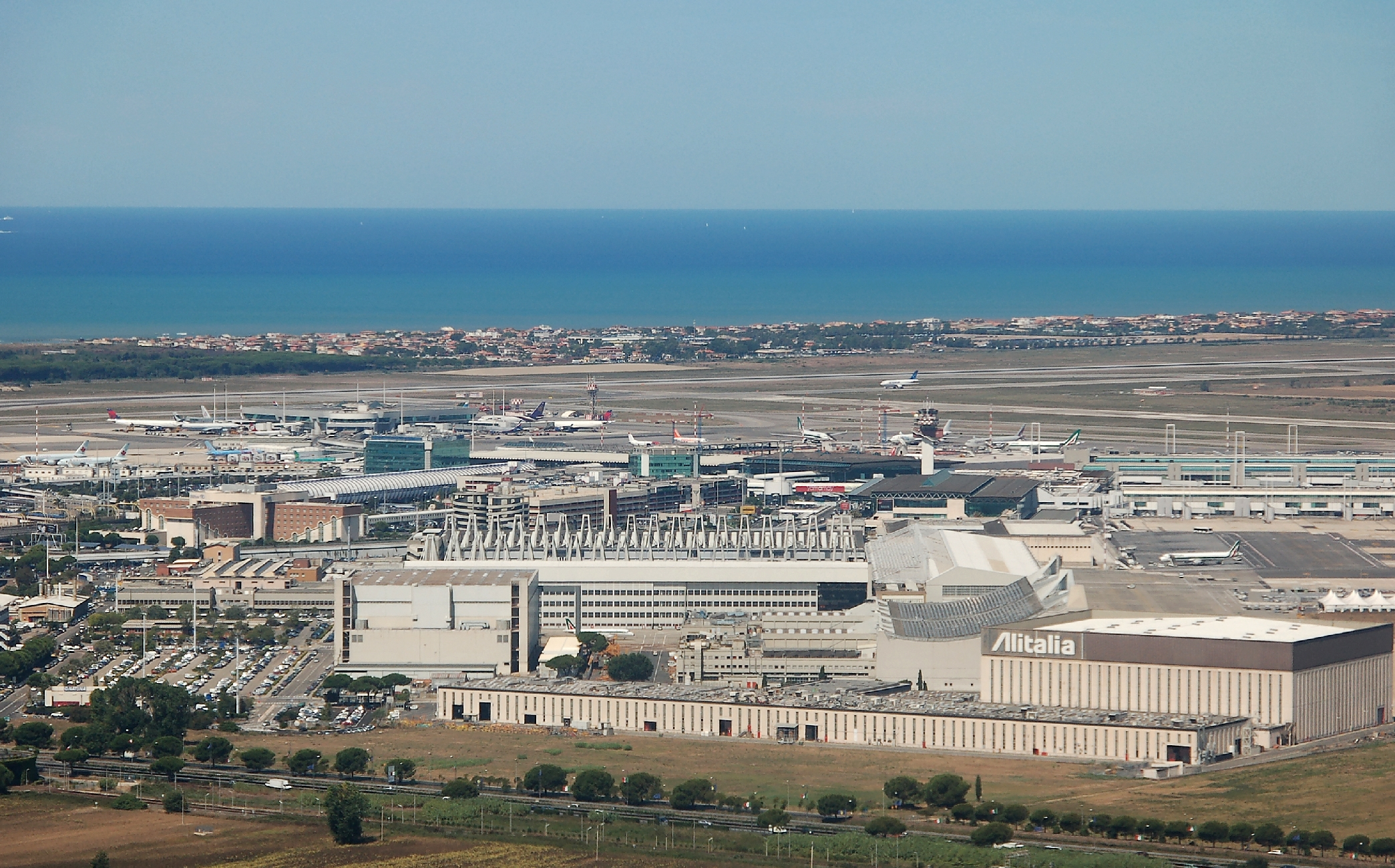
Flughafen Leonardo da Vinci

Fiumicino ist ein bedeutender Fischereihafen, der auch über einen großen Fischmarkt verfügt. Größter Arbeitgeber ist aber der Flughafen Rom-Fiumicino. Östlich des Flughafens liegt das nach Plänen von Ricardo Bofill entstandene Gewerbe- und Einkaufsgebiet Parco Leonardo, u. a. mit dem größten Kinokomplex Italiens.

## Söhne und Töchter der Stadt
- Mauro Galvano (* 1964), Boxer
- Junior Cally (* 1991), Rapper
- Mara Sattei (* 1995), Popsängerin
- Thasup (* 2001), Rapper